# NGC 3626
NGC 3626 (другие обозначения — NGC 3632, UGC 6343, MCG 3-29-32, ZWG 96.29, PGC 34684) — галактика в созвездии Лев.
Этот объект занесён в новый общий каталог несколько раз, с обозначениями NGC 3626, NGC 3632.
Этот объект входит в число перечисленных в оригинальной редакции «Нового общего каталога».
Галактика NGC 3626 входит в состав группы галактик NGC 3686. Помимо NGC 3626 в группу также входят ещё 22 галактики.